# Dorfkirche Gößnitz

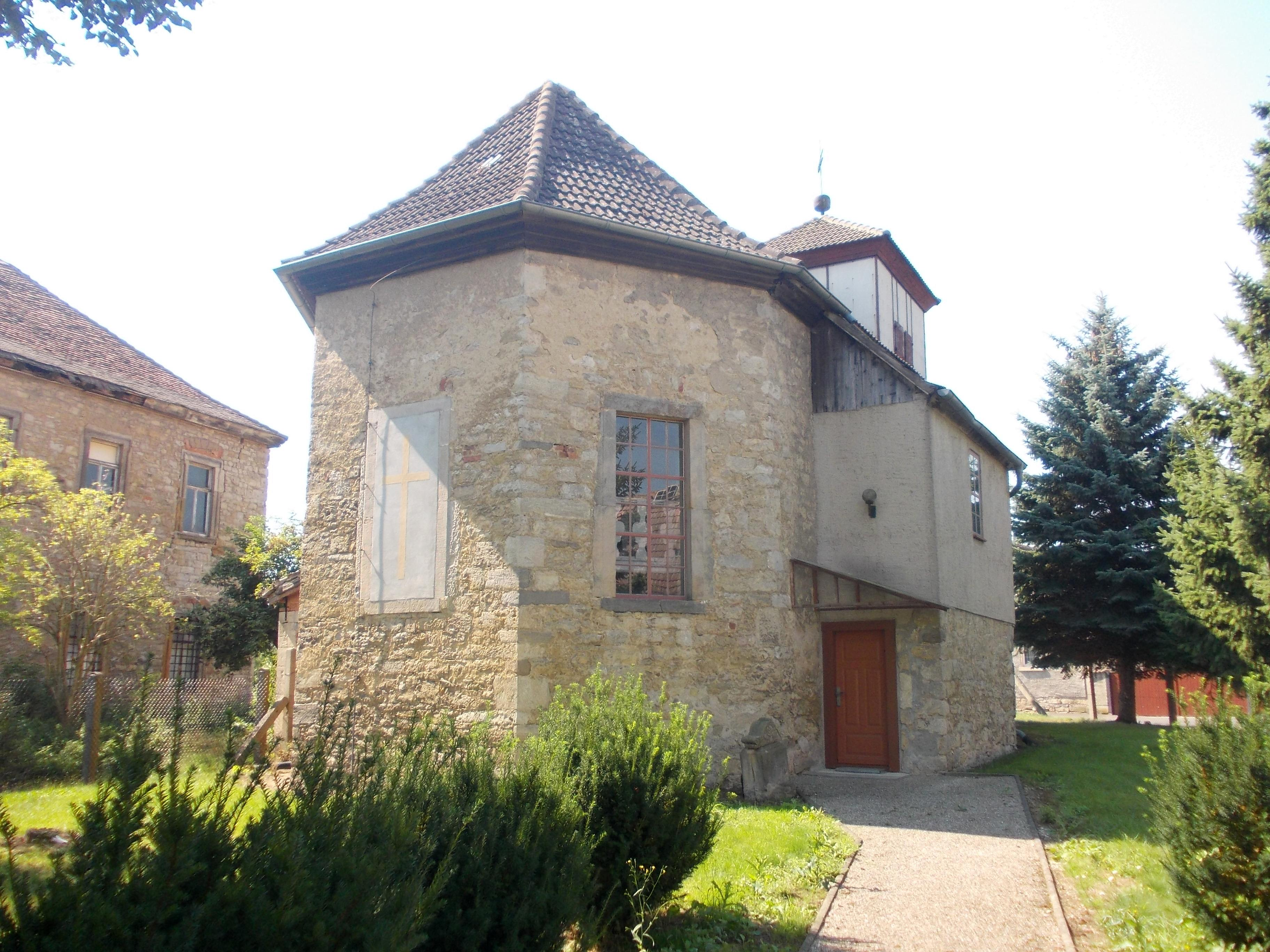
Die Kirche in Gößnitz

Die Evangelische Kirche Gößnitz befindet sich in der Siedlungsstraße von Gößnitz im Burgenlandkreis in Sachsen-Anhalt. Das Gebäude wurde in den Jahren 1675 bis 1678 errichtet und steht unter Denkmalschutz.

## Beschreibung
Die Kirche besitzt ein spätgotisches Schiff mit einem dreiseitigen Ostschluss. Über dem Westteil befindet sich ein Fachwerkturm mit Haube und Laterne. Das Westportal des Gebäudes ist mit gekreuzten Stäben im Scheitel versehen und stammt aus dem frühen 16. Jahrhundert. In den Jahren 1699 bis 1701 erfolgte eine Barockisierung am Bauwerk – heute zu sehen an der vorgewölbten Ostempore mit Orgel und seitlichem Kanzelkorb. An der Westwand des Schiffs befindet sich eine doppelte Empore. An deren Seiten wurden zweigeschossige Herrschaftslogen errichtet, von den die südliche nur noch im Untergeschoss erhalten ist.